# Garz (Rügen)
 Der er flere lokaliteter med dette navn, se Garz (Usedom).
Garz/Rügen er en by og kommune på øen Rügen  i det nordøstlige Tyskland, beliggende under Landkreis Vorpommern-Rügen i delstaten Mecklenburg-Vorpommern.
Garz/Rügen er beliggende på den sydlige del af øen, omkring 5 km fra kysten. Området består af små kuperede bakker, og det højeste punkt er Kanonenberg på 34 meter. Garz ligger 22 km fra Stralsund på fastlandet og 12 km fra amtets hovedby, Bergen auf Rügen.
Der er følgende landsbyer og bebyggelser i Garz: Bietengast, Dumsevitz, Foßberg, Freudenberg, Glewitz, Götzlaffshagen, Grabow, Groß Schoritz, Karnitz, Klein Stubben, Kniepow, Koldevitz, Kowall, Losentitz, Maltzien, Poltenbusch, Poppelvitz, Rosengarten, Schabernack, Silmenitz, Swiene, Tangnitz, Wentorf, Zicker and Zudar.
Fra 1818 til 1952 hørte Garz/Rügen til Kreis Rügen (fra 1939 Landkreis Rügen), fra 1952 til 1955 til Kreis Putbus, fra 1956 igen til Kreis Rügen (fra 1990 Landkreis), siden 2011 til Landkreis Vorpommern-Rügen. den 1. januar 2001 blev Groß Schoritz og den 13. juni 2004 Zudar en del af kommunen Garz/Rügen.
Groß Schoritz, sydvest for Garz, blev første gang nævnt på skrift i 1318. Stedet var et riddergods og stamsæde for familien von Kahlden, der oprettede herregården omkring 1750. 1755 erhvervede greve Axel von Löwen godset. Han var fra  1748 generalguvernør for Svensk Forpommern. Den 26. december 1769 blev forfatteren Ernst Moritz Arndt født på herregården, hvor han tilbragte sin barndom. Efter 1945 blev herregården anvendt til beboelse. Det i dag renoverede hus anvendes til forskellige kulturforanstaltninger, i stueetagen er der indrettet en mindestue for Ernst Moritz Arndt. Herregården er omgivet af en lille park. Indtil 31. december 2000 var Groß Schoritz en selvstændig kommune, siden den 1. januar 2001 hører Groß Schoritz til byen Garz. 
Koldevitz er en lille landsby nord for Garz. Bortset fra mindre skovområder, er omgivelserne præget af landbrugsjord. Koldevitz blev første gang nævnt på skrift 1314 som Colovitze og 1318 som Koldevitze. Indtil slutningen af 2003 var Koldevitz en bydel i kommunen Karnitz, som den 1. januar 2004 blev en del af kommunen Garz/Rügen. Landsbyens tidligere herregård stammer fra begyndelsen af det 19. århundrede, er i dag et feriehus.
Zudar er en  18 km² stor bakket halvø i den sydligste del af kommunen. Halvøens smalleste sted er 900 meter bredt. På halvøen befinder Rügens syligste punkt Palmer Ort sig. Indtil 12. juni 2004 var den på halvøen beliggende Zudar kommune selvstændig, inden den blev en del kommunen Garz/Rügen. Det traf også halvøens andre landsbyer Freudenberg, Foßberg, Glewitz, Grabow, Losentitz, Maltzien, Poppelvitz og Zicker. På halvøen ligger kirken St.-Laurentius-Kirche fra det 14. århundrede. 

## Historie
Omkring 1200 blev en slavisk borg betegnet som Karennz, Kerentia eller Charenza. 1327 stod der i et bysegl endnu Chertz in Ruya (Rügen). Navnet Garz stammer sandsynligvis fra det vestslaviske ord gard og betyder borg (som ved Stargard), som kan være gardec deraf lille borg eller også et befæstiget sted.
Omkring vor tidsregning tilhørte Rügens beboere det østgermanske stamme rugierne, der fra det 7. århundrede efterfulgtes af de vestslaviske raner. I det 11. og 12. århundrede eksisterede der ved Garz et slavisk borganlæg med volde og beboelse. Borgen blev omkring 1165 nævnt som „Borgar Gardz“. 1168 ødelagde de kristelige danskere borganlægget i Garz ligesom templet Svantevit ved  Arkona. 
Omkring 1200 blev en slavisk borg betegnet som Karennz, Kerentia eller Charenza. 1327 stod der i et bysegl navnet Chertz in Ruya (Rügen). Navnet Garz stammer sandsynligvis fra det vestslaviske ord gard og betyder borg (som ved Stargard), som kan være gardec deraf lille borg eller også et befæstet sted.
Omkring 1240 bosatte tyske kolonister sig i på stedet og byen Garz opstod. Rügen fyrsten Wizlaw III. oprettede omkring 1300 en ny borg og et kapel på stedet. Efter hans død i 1325 forfaldt borgen endeligt. På volden befinder der sig i dag et monument for faldne fra 1. verdenskrig
1325 kom Rügen med Garz til Pommern, 1478 blev Rügen forenet med Pommern og efter Trediveårskrigen kom Garz 1648 gennem den Westfalske fred til Sverige. Først 1815 blev Garz gennem Wienerkongressen en preussisks by.
Omkring 1648 blev St.-Petri-kirkens spidstårn under en storm ødelagt og erstattet af det nuværende flade tårn. 1765 udslettede en storbrand mange af byens huse. Byen er i dag som før i tiden præget af at være en landbrugsby.
Under Pommernfelttoget 1715/1716 i Den Store Nordiske Krig blev Palmer Ort, på halvøen Zudars sydligste punkt, skueplads for kamphandlinger. En Landingsflåde på 500 skibe fra Preussen, Danmark og Sachsen lå den 11. november 1715 ud for Palmer Ort. Sverige, som Rügen tilhørte, havde samlet sine stridskræfter i området ved Palmer Ort. Fra halvøen Zudar beskød svenskerne landingsflåden, uden at det førte til større tab for den allierede flåde. Flåden havde egentlig ingen planer om at lande ved Palmer Ort. Nogle dage senere landsatte den allierede flåde sine tropper ved Gross Stresow syd for  Putbus. De fordrev de svenske tropper, som anførtes af Karl 12. af Sverige, fra Rügen over Strelasund til byen Stralsund. 
Bykernen i Garz  er siden 1991 blevet renoveret. I nærheden af Garz driver det tyske teleselskab Deutsche Telekom AG siden 1993 et sendeanlæg.
- Garz/Rügens beliggenhed
- Kirken St. Petri-Kirche i Garz
- Bymidten
- Ernst Moritz Arndts fødested herregården Groß Schoritz
- Museet Ernst Moritz Arndt-Museum
- Landevej ved Garz
- Borgvolden Garz
- Kirken St.-Laurentius-Kirche på halvøen Zudar
- Landarbejderhuse på halvøen Zudar (1963)